# Manhattan (Cocktail)

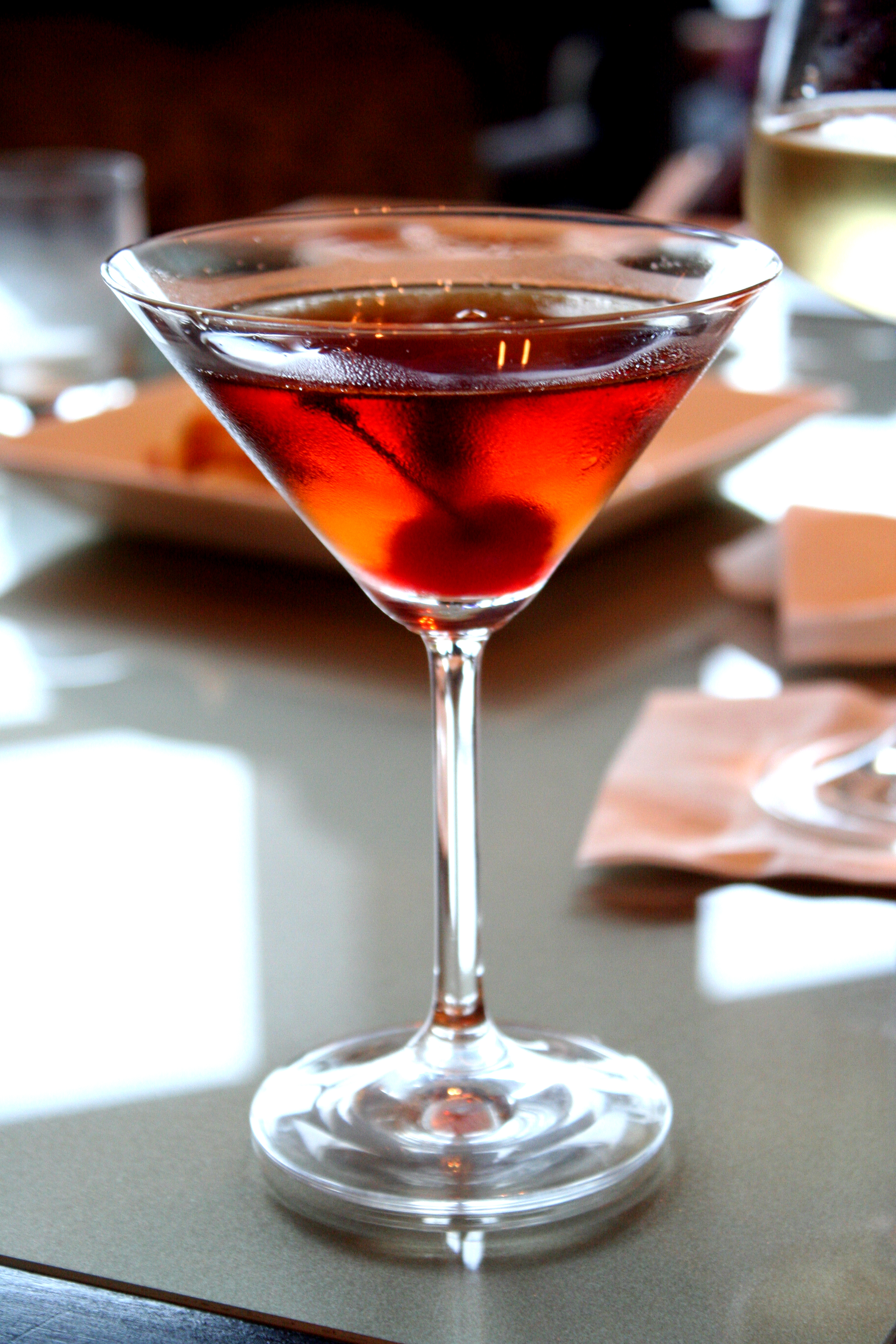
Manhattan mit Cocktailkirsche

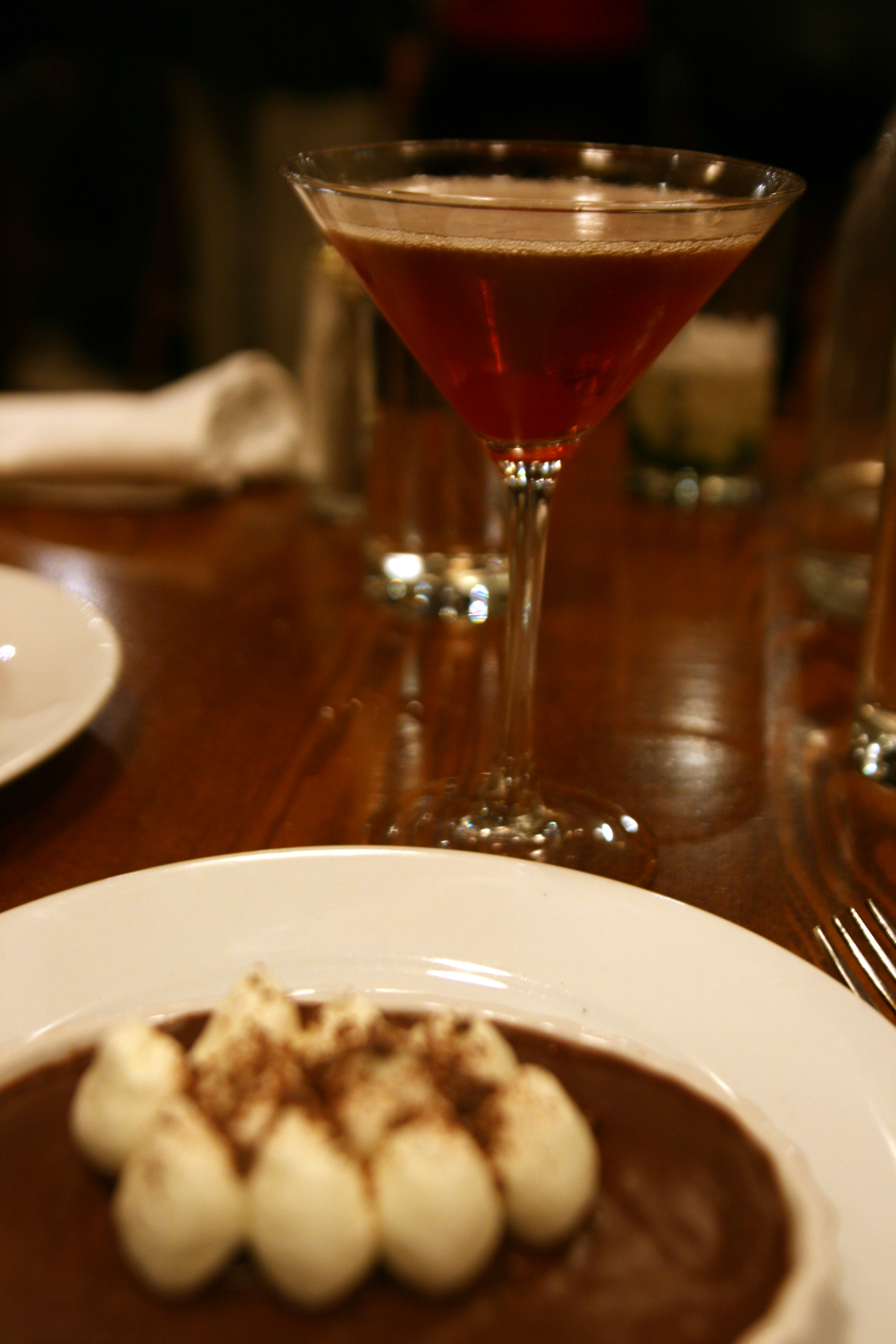
Manhattan in einem Martiniglas („Cocktailspitz“), vor einem Schokoladenkuchen

Der Manhattan ist ein klassischer Cocktail aus amerikanischem Whiskey und rotem süßen Wermut und gehört als kleiner, aromatischer und stark alkoholischer Shortdrink zur Gruppe der Aperitifs oder Before-Dinner-Cocktails. Es gibt zahlreiche Varianten, die teils unter eigenen Namen bekannt sind.

## Geschichte
Der Cocktail entstand vermutlich in den 1870er Jahren in den USA. Einer beliebten Legende zufolge soll ein gewisser Dr. Ian Marshall den Drink erfunden haben, er sei für ein Bankett am 29. Dezember 1874 im New York Manhattan Club kreiert worden, das Jennie Churchill – die Mutter des späteren Genusstrinkers und Premierministers Winston Churchill – zu Ehren von Präsidentschaftskandidat Samuel J. Tilden gegeben habe. Später hätten Gäste dann auch in anderen Bars nach diesem „Manhattan Cocktail“ gefragt. Allerdings gilt die Geschichte inzwischen als widerlegt, da sich Jennie Churchill zur behaupteten Zeit in Frankreich aufgehalten hatte, wo sie mit ihrem Sohn Winston schwanger war. Möglicherweise war der Manhattan aber schon damals der Hausdrink des Clubs, denn schon seit Mitte des 19. Jahrhunderts wurde Wermut aus Italien und Frankreich importiert und eröffnete den amerikanischen Barkeepern neue Möglichkeiten. Sicher ist jedenfalls, dass Manhattans im Jahr 1884 gemixt wurden, als die erste Rezeptur in einem Barbuch erschien.
Ursprünglich wurden Manhattans mit dem damals in den USA üblichen, kräftigen Rye Whiskey oder auch mit Bourbon Whiskey gemixt. Da nach dem Ende der Prohibition in den Vereinigten Staaten  auf absehbare Zeit – der mehrjährigen Fasslagerung wegen – keine einheimischen Destillate in ausreichenden Mengen verfügbar waren, wurden in den 1930er Jahren in großem Stil Blends aus kanadischem Whisky importiert und setzten sich schließlich für viele Jahrzehnte als Hauptbestandteil des Manhattan durch. Rye Whiskey ist im Vergleich zu kanadischen Whiskys kräftiger und wurde in den vergangenen Jahren in den Bars verstärkt wieder als Zutat für klassische Manhattans entdeckt.
Bestanden die Manhattans im ausgehenden 19. Jahrhundert meist noch aus gleichen Teilen Whiskey und Wermut, wie in Harry Johnsons Bartender Manual von 1882, wird heute meist mehr Whiskey als Wermut verwendet und zudem auf die um 1900 noch übliche Zugabe von Zuckersirup, Curaçao, Maraschino oder Absinth verzichtet.

## Zubereitung
Ein Manhattan wird üblicherweise aus zwei Teilen (z. B. 4 cl) Rye Whiskey, Bourbon Whiskey oder Canadian Whisky, einem Teil (z. B. 2 cl) rotem Wermut und 2 Spritzern Angosturabitter zubereitet. Die Zutaten werden in einem mit Eiswürfeln gefüllten Rührglas gerührt und durch ein Barsieb in einen vorgekühlten Martinikelch oder eine Cocktailschale abgeseiht, zum Schluss wird traditionell eine rote Cocktailkirsche in den Drink gegeben und wie bei klassischen Shortdrinks üblich „straight up“, also ohne Eis im Glas, serviert.
Je nach verwendetem Wermut nennt man den Manhattan dry (nur trockener französischer Vermouth), perfect (halb und halb) oder sweet (nur süßer, roter, meist italienischer Vermouth).
Amerikanische Gäste verlangen oft, dass dieser Cocktail mit Bourbon anstatt mit Canadian Whisky gemixt wird.

## Variationen
In Variationen werden andere Whisk(e)y-Sorten verwendet, das Mischungsverhältnis verändert sich teilweise zugunsten von Whisk(e)y oder Wermut, und andere Zutaten ersetzen als Flavoring Part den Angosturabitter. Bekannte Manhattan-Varianten sind der Rory O’More mit irischem Whiskey und Orangenbitter, der Rob Roy (auch Affinity) mit schottischem Whisky (wobei beim Bobby Burns noch einige Spritzer Bénédictine hinzugefügt werden) und schließlich der Brooklyn mit Rye Whiskey und einigen Spritzern Maraschino.

## Trivia
Der Manhattan gilt auf der Insel Föhr als „Nationalgetränk“. Das Mischungsverhältnis besteht hierbei zu jeweils gleichen Teilen aus Wermuth rosso, Wermuth bianco und Scotch Whisky.